# Snöstorps kyrka

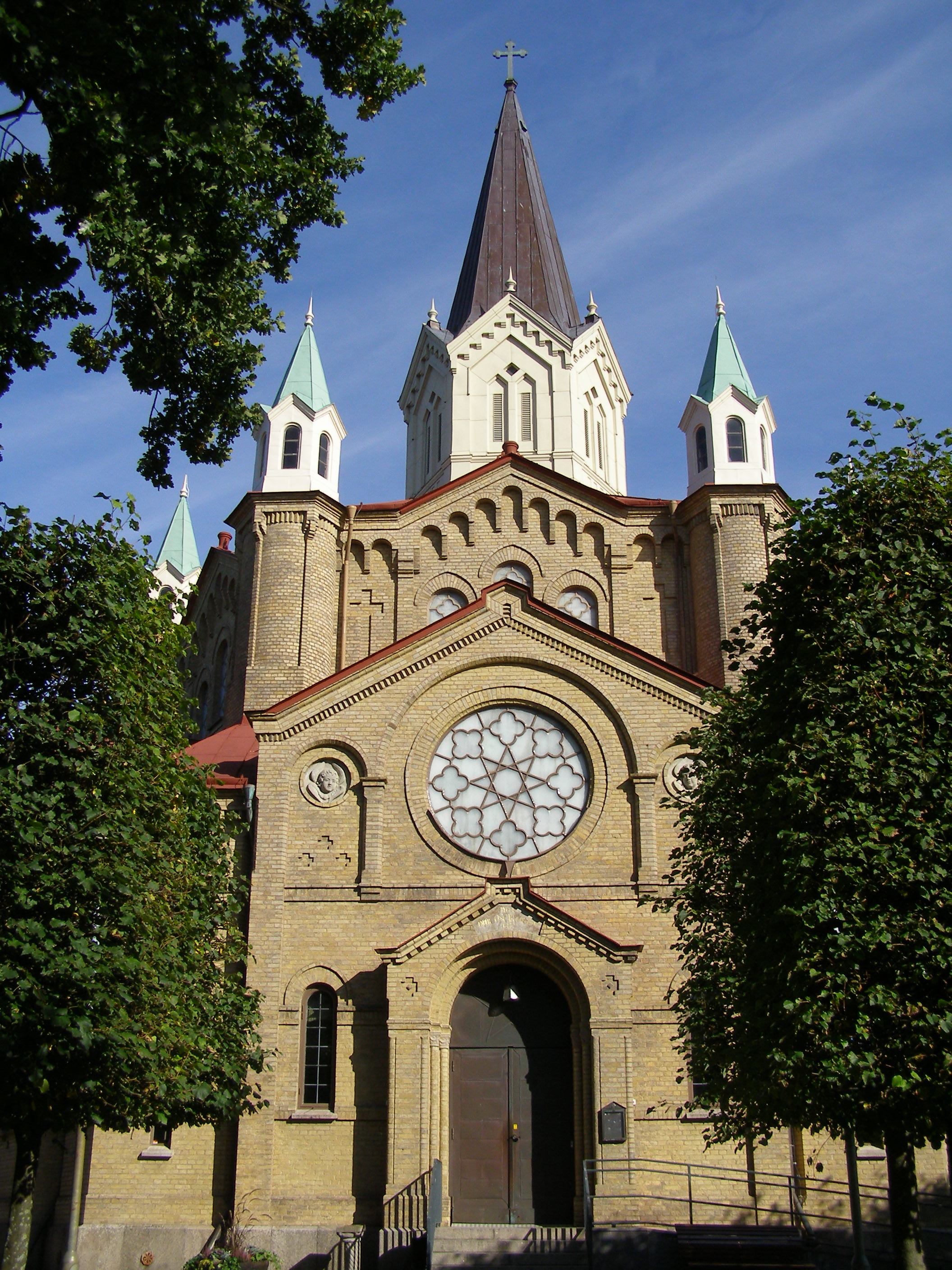
Snöstorps kyrka

Snöstorps kyrka är en kyrkobyggnad i Snöstorp i Halmstads kommun. Den tillhör Snöstorps församling i Göteborgs stift.

## Historik
Tidigare fanns här en medeltida kyrka. Enligt traditionen har den använts av vandrare längs pilgrimsleden till Nidaros och troligen varit helgad åt Sankt Olof. Denna gamla kyrka låg omedelbart söder om den nuvarande. Av måtten att döma var den inte särskilt imponerande: 30 meter lång och knappt 7 meter bred. Byggd av sten och täckt med rödfärgat ekspån. Ingångsportalen på sydsidan var tydligen utsatt för vindars spel. Det berättas att en flygsandsdriva en gång på 1790-talet yrde upp mot kyrkan och lade sig så att den gamla kyrkodörren inte på långa tider kunde öppnas. Trots att man vid mitten av 1800-talet byggde ut en läktare, fick man inte plats med mer än 300 personer. Så kom det sig att den gamla medeltida helgedomen fick lämna plats åt en ny. 

## Kyrkobyggnaden
Snöstorps sexkantiga kyrka har reminiscenser från gamla romerska rundkyrkor, men Emil Langlet har vid utformningen också påverkats av bysantinsk byggnadskonst. Predikstolen återfinns till vänster om altaret och stora piporgeln står på en läktare över huvudportalen.
I kyrkan finns också ett sidokapell, lämpligt för firande av mindre gudstjänster.
Den nuvarande kyrkobyggnaden uppfördes som en sexkantig centralkyrka under åren 1880–82 och invigdes i december 1883. För att betona att Guds ord står i centrum placerades predikstolen i kyrkans mitt. Orgeln fick sin plats över altaret.
Man lägger märke till de tre "våningarna", alla sexkantiga, det ljusa teglet, mönstren med romerska valvbågar, infällda kors, medaljonger med änglahuvuden, de sex småtornen och överst det centrala tornet med korskrönt spira. Dyr blev den inte, byggnadskostnaden var 37.000 kronor.
Genomgripande omdaningar av kyrkans inre har gjorts: 1911, 1931–34, 1952–53". I samband med den sistnämnda togs fyra sidoläktare bort. Samtliga väggar befriades från pust så att teglet med sin varma röda färg blev bart. I de främre sidovalven inrättades sakristia respektive sidokapell. Vid hundraårsjubileet 1983 försågs fyra fönster med glasmålningar.
I tornet hänger två klockor från gamla kyrkan. Den mindre är gjuten 1740 av Arvid Böök, Göteborg och den större av Alex Keiller i Göteborg 1849.

## Inventarier
- Altartavla i form av en triptyk målad av Olle Hjortzberg (1872–1959), kom på plats 1933. Han kallade den "Ecco Homo", se mannen, Pontius Pilatus ord då Jesus med fjättrade händer i törnekrona och purpurfärgad mantel träder fram inför folket som ropar på korsfästelse.
- Dopfunten, från 1931, är i keramik av Erik Nilsson, Harplinge med motiv från människans skapelse och från Jesus rop. Detta efter arkitekt Harald Wadsjös ritningar.
- Predikstolen är ett verk med skulpterade träfigurer, av arkitekt Harald Wadsjö och skulptörerna Axel Wallenberg, Ivar Lindecrantz och Anders Bryth. Den kom på plats vid restaureringen 1931–1934. Efter medeltida förebilder har Kristus placerats i mitten, tronande på himlakupan. På ömse sidor ser man apostlarna med sina olika attribut. Korgen är försedd med målade träskulpturer. Den vilar på en pelare med utskurna kättingar. Här åskådliggörs i bild hur kristendomen representerad av Sankt Olof besegrar hedendomen i form av trollet Skalle, som ligger nere vid golvet med förvridet ansikte.
- Basunängel från 1701 är ett verk av bildhuggaren Gustaf Kilman. Ängeln hängde över koret i den gamla kyrkan. Nästan alla övriga föremål och inredning inropades på auktion då kyrkan revs, av patronius på Skedala säteri och förvarades på gården Nydala. Dessvärre blev allt lågornas rov vid en förödande eldsvåda.
- Madonnaskulptur av Susanne Sundström.
- Processionskrucifix också av Susanne Sundström.
- Glasmålningar från 1983 i fyra fönster av konstnären Erik Olson (1901–1986) i Halmstadgruppen. De framställer de fyra evangelisterna med respektive symboler. De har bränts och sammanfogats av Wivi och Bror Grahn hos AB Berglings glasmästeri i Halmstad. Fönstret med oxen, symbolen för evangelisten Lukas
- Oljemålning av samme Erik Olson.

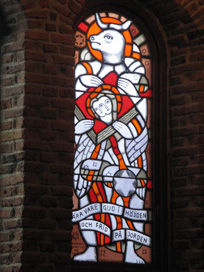
Fönstret med oxen, symbolen för evangelisten Lukas

En kungörelsetavla från Karl XI:s tid, med dess rikt skulpterade sidostycken inramar kyrkans ”Series Pastorum”, och finns i ett av sidovalven. En motsvarande tavla ”Series Cantorum” finns i ett rum bredvid huvudorgeln.

## Orglar

### Medeltidskyrkan
År 1854 byggde Johan Nikolaus Söderling, Göteborg en sexstämmig orgel, vilken 1885 flyttades till Gällareds kyrka.

### Nya kyrkans huvudorgel
- Salomon Molander & Co, Göteborg byggde 1885 en trettonstämmig orgel.

- Frede Aagaard, Danmark byggde 1960 en mekanisk nittonstämmig orgel, där även vissa av Molanders stämmor bevarades. Instrumentet byggdes om 1973 och ett ryggpositiv tillbyggdes av samma firma, varefter orgeln har totalt 25 stämmor fördelade på tre manualer och pedal. Orgeln revs 1989.

- Firma Åkerman & Lund Orgelbyggeri AB, Knivsta byggde 1989 en helt ny orgel, vilken försågs med mekanisk traktur och registratur samt erhöll 27 orgelstämmor fördelade på två manualer och pedal.

Disposition
| Manual I          | Manual II           | Pedal        | Koppel           |
| Borduna 16’       | Suavial 8’          | Subbas 16’   | I/P              |
| Principal 8’      | Flûte harmonique 8’ | Principal 8’ | II/P             |
| Gamba 8’          | Bourdon 8’          | Borduna 8’   | II/I             |
| Gedackt 8’        | Principal 4’        | Oktava 4’    |                  |
| Oktava 4’         | Traversflöjt 4’     | Basun 16’    |                  |
| Flöjt 4’          | Nasard 2 2/3’       | Trumpet 8’   |                  |
| Kvinta 2 2/3’     | Oktava 2’           |              |                  |
| Oktava 2’         | Ters 1 3/5’         |              | oändligt antal   |
| Cornette III kor. | Mixtur III kor.     |              | fria             |
| Mixtur IV kor.    | Oboe 8’             |              | kombinationer.   |
| Trumpet 8’        | Tremulant           |              | Registersvällare |

Åkerman & Lund Orgelbyggeri AB, Knivsta levererade 1989 även en kororgel. Den hade sex stämmor fördelade på manual och pedal. Klaviaturen var skjutbar en halvton i sidled. Kororgeln såldes 2012.[källa behövs]

### Kistorgeln i kyrkan
2013 införskaffades en kistorgel om 4 stämmor från Firma Henrik Klop i Holland.